# Greenwoodochromis bellcrossi
Espèce
Statut de conservation UICN

 LC  : Préoccupation mineure
Greenwoodochromis bellcrossi est une espèce de poisson appartenant à la famille des Cichlidae. Cette espèce est endémique du lac Tanganyika en Afrique. Il peut atteindre les 16 cm. On le trouve à des profondeurs de 40 à 110 m. Les mâles et les femelles sont identiques mais les femelles sont légèrement plus petites.

## Référence
Poll : Hemibates bellcrossi sp. n. du lac Tanganika Revue de Zoologie et Botanique africaines vol 90; n° 4 pp 1017-1020.